# Pirkanmaa du Nord-Ouest
La sous-région de Pirkanmaa du Nord-Ouest (finnois : Luoteis-Pirkanmaan seutukunta) est une sous-région de Pirkanmaa en Finlande. 
Au niveau 1 (LAU 1 ) des unités administratives locales définies par l'union européenne elle porte le numéro 061.

## Municipalités
La sous-région de Pirkanmaa du Nord-Ouest est composée des municipalités suivantes :
| Blason             | Municipalité          |
| ------------------ | --------------------- |
| Ikaalisten vaakuna | Ikaalinen (ville)     |
| Kihniön vaakuna    | Kihniö (municipalité) |
| Parkanon vaakuna   | Parkano (ville)       |

## Population
Depuis 1980, l'évolution démographique de la sous-région de Pirkanmaa du Nord-Ouest, au périmètre du 1er janvier 2017, est la suivante:
| Année      | 1980   | 1985   | 1990   | 1995   | 2000   | 2005   | 2010   |
| ---------- | ------ | ------ | ------ | ------ | ------ | ------ | ------ |
| population | 19 837 | 19 752 | 19 426 | 18 926 | 17 984 | 17 240 | 16 632 |

## Politique
Les résultats de l'élection présidentielle finlandaise de 2018:
- Sauli Niinistö   63.4%
- Laura Huhtasaari   10.2%
- Paavo Väyrynen   8.0%
- Matti Vanhanen   6.8%
- Pekka Haavisto   5.5%
- Tuula Haatainen   3.5%
- Merja Kyllönen   2.3%
- Nils Torvalds   0.3%